# إيودياليت
إيودياليت هو معدن من معادن السيليكات الحلقية، والذي يتكون بشكل أساسي في الصخور النارية القلوية مثل نيفيلين سيانيت.
كان الكيميائي الألماني فريدريش شتروماير أول من وصف هذا المعدن سنة 1819، وأطلق عليه هذه التسمية من اللفظ الإغريقي Εὖ διάλυτος إيو دياليتوس بمعنى سهل التحلل، وذلك إشارة إلى سهوله انحلاله وذوبانه في الأحماض، مثل حمض الكبريتيك.